# HD 38529 b
HD 38529 b é um planeta extrassolar que orbita a estrela HD 38529.